# Tour de les Filipines
El Tour de les Filipines és una cursa ciclista que es disputa durant el mes d'abril a les Filipines. Creada el 2010, forma part de l'UCI Àsia Tour amb una categoria actual de 2.2.

## Palmarès
| Any  | Vencedor         | Segon                 | Tercer                |
| ---- | ---------------- | --------------------- | --------------------- |
| 2010 | David McCann     | Lloyd Lucien Reynante | Baler Ravina          |
| 2011 | Rahim Ememi      | Farshad Salehian      | Amir Zargari          |
| 2012 | Baler Ravina     | Loh Sea Keong         | Joel Calderon         |
| 2013 | Ghader Mizbani   | Amir Kolahdozhagh     | John Ebsen            |
| 2014 | Mark Galedo      | Eric Sheppard         | Alireza Asgharzadeh   |
| 2015 | Thomas Lebas     | Mark Galedo           | Damien Monier         |
| 2016 | Oleg Zemliakov   | Ievgueni Guiditx      | Maral-Erdene Batmunkh |
| 2017 | Jai Crawford     | Daniel Whitehouse     | Fernando Grijalba     |
| 2018 | El Joshua Cariño | Metkel Eyob           | Ronald Oranza         |
| 2019 | Jeroen Meijers   | Goh Choon Huat        | Angus Lyons           |